# アレッサンドロ・ヌーネス・ナシメント
アレッサンドロ・ヌーネス・ナシメント（ポルトガル語: Alessandro Nunes Nascimento, 1982年3月2日 - ）は、ブラジル・サンパウロ州サンジョアン・ダ・ボア・ヴィスタ出身のサッカー選手。ポジションはフォワード。

## 経歴
アメリカ・ミネイロのユース出身。ユース年代のブラジル代表経験を持ち、2002年にオランダのフェイエノールト、2005年にはベルギーのリールセでプレーした。
2007年、セリエBのイパチンガでリーグ記録の25得点をあげて得点王となり、2008年にJリーグのアルビレックス新潟へ期限付き移籍した。新潟では13ゴールを記録してチーム得点王となったが、1年でクラブを退団した。
ブラジルへ帰国した2009年、短期間クルゼイロに所属した後、セリエAのアトレチコ・ミネイロへ入団する。5月16日のグレミオ戦で途中出場から初ゴールを記録するが、その後も定位置を掴めぬまま退団した。アトレチコではコパ・スダメリカーナにも1試合出場している。
2010年は再びセリエBのイパチンガでプレーし、リーグ最多の21得点をあげた。次点は、鹿島アントラーズでもプレーした経歴を持つ19得点を挙げたアメリカ・ミネイロのファビオ・ジュニオールで、彼らは翌年共にプレーすることになる。
2011年に古巣のアメリカ・ミネイロへ復帰。セリエAで自身最多となる9得点を記録するが、チームは19位に終わりセリエBへ降格した。
2014年1月、京都サンガF.C.へ完全移籍で加入。6月、双方合意の上京都と契約解除した。

## エピソード
- 新潟在籍時の2008年11月24日、残留を争う終盤の大宮アルディージャ戦で、ゴールの喜びあまってユニフォームを脱ぎ、累積警告で退場した試合があった。最終的に新潟はアレッサンドロを欠いたまま次試合で残留を決めるが、この試合10人となった新潟はリードを追い付かれて引き分けに持ち込まれた[5]。

## 個人成績
2012年10月17日現在
| 国内大会個人成績 | 国内大会個人成績 | 国内大会個人成績 | 国内大会個人成績   | 国内大会個人成績 | 国内大会個人成績 | 国内大会個人成績 | 国内大会個人成績 | 国内大会個人成績 | 国内大会個人成績 | 国内大会個人成績 | 国内大会個人成績 |
| 年度             | クラブ           | 背番号           | リーグ             | リーグ戦         | リーグ戦         | リーグ杯         | リーグ杯         | オープン杯       | オープン杯       | 期間通算         | 期間通算         |
| 年度             | クラブ           | 背番号           | リーグ             | 出場             | 得点             | 出場             | 得点             | 出場             | 得点             | 出場             | 得点             |
| ベルギー         | ベルギー         | ベルギー         | ベルギー           | リーグ戦         | リーグ戦         | リーグ杯         | リーグ杯         | ベルギー杯       | ベルギー杯       | 期間通算         | 期間通算         |
| ---------------- | ---------------- | ---------------- | ------------------ | ---------------- | ---------------- | ---------------- | ---------------- | ---------------- | ---------------- | ---------------- | ---------------- |
| 2005-06          | リールセ         |                  | ジュピラー         | 28               | 4                |                  |                  | -                | -                |                  |                  |
| ブラジル         | ブラジル         | ブラジル         | ブラジル           | リーグ戦         | リーグ戦         | ブラジル杯       | ブラジル杯       | オープン杯       | オープン杯       | 期間通算         | 期間通算         |
| 2007             | イパチンガ       |                  | セリエB            | 32               | 25               |                  |                  | -                | -                |                  |                  |
| 日本             | 日本             | 日本             | 日本               | リーグ戦         | リーグ戦         | リーグ杯         | リーグ杯         | 天皇杯           | 天皇杯           | 期間通算         | 期間通算         |
| 2008             | 新潟             | 9                | J1                 | 30               | 13               | 5                | 3                | 1                | 1                | 36               | 17               |
| ブラジル         | ブラジル         | ブラジル         | ブラジル           | リーグ戦         | リーグ戦         | ブラジル杯       | ブラジル杯       | オープン杯       | オープン杯       | 期間通算         | 期間通算         |
| 2009             | クルゼイロ       |                  | ミナスジェライス州 | 2                | 1                |                  |                  | -                | -                |                  |                  |
| 2009             | アトレチコ-MG    |                  | セリエA            | 16               | 2                |                  |                  | -                | -                |                  |                  |
| 2010             | イパチンガ       |                  | セリエB            | 32               | 21               |                  |                  | -                | -                |                  |                  |
| 2011             | スポルチ         |                  | ペルナンブーコ州   | 1                | 0                | -                | -                | -                | -                | 1                | 0                |
| 2011             | イパチンガ       |                  | ミナスジェライス州 | 6                | 1                | 4                | 2                | -                | -                | 10               | 3                |
| 2011             | アメリカ-MG      |                  | セリエA            | 23               | 9                | -                | -                | -                | -                | 23               | 9                |
| 2012             | アメリカ-MG      |                  | ミナスジェライス州 | 11               | 5                | -                | -                | -                | -                | 11               | 5                |
| 2012             | アメリカ-MG      |                  | セリエB            | 21               | 12               | 4                | 0                | -                | -                | 25               | 12               |
| 日本             | 日本             | 日本             | 日本               | リーグ戦         | リーグ戦         | リーグ杯         | リーグ杯         | 天皇杯           | 天皇杯           | 期間通算         | 期間通算         |
| 2014             | 京都             | 11               | J2                 | 7                | 2                | -                | -                | -                | -                | 7                | 2                |
| 通算             | ブラジル         | ブラジル         |                    |                  |                  |                  |                  | -                | -                |                  |                  |
| 通算             | ベルギー         | ベルギー         | ジュピラー         | 28               | 4                |                  |                  | -                | -                |                  |                  |
| 通算             | 日本             | 日本             | J1                 | 30               | 13               | 5                | 3                | 1                | 1                | 36               | 17               |
| 通算             | 日本             | 日本             | J2                 | 7                | 2                | -                | -                | -                | -                | 7                | 2                |
| 総通算           |                  |                  |                    |                  |                  |                  |                  |                  |                  |                  |                  |